# دانتي هيوز
دانتي هيوز (بالإنجليزية: Dante Hughes)‏ هو لاعب كرة قدم أمريكية أمريكي، ولد في 21 أغسطس 1985 في لوس أنجلوس في الولايات المتحدة.

## وصلات خارجية
- دانتي هيوز على موقع مرجع كرة القدم المحترفة.كوم (الإنجليزية)